# Serie 241-4001 a 4056 de RENFE
La serie 241-4001 a 4056 de RENFE fue un conjunto de locomotoras de vapor procedentes de la serie 4600 de la Compañía de los Caminos de Hierro del Norte de España e incorporadas a RENFE tras la nacionalización de los ferrocarriles en 1941.

## Historia
A finales de 1924 la compañía «Norte» convocó un concurso para la adquisición de un tipo de locomotora de vapor que fuese apto para la línea Madrid-Hendaya. Debía ser capaz de remolcar las mismas cargas tanto en las llanuras de la Meseta como en la zona de la Sierra del Guadarrama, evitando así el cambio de máquinas que debía realizarse en Ávila.
La casa Hannoverische Maschinenbau A.G. (HANOMAG) resultó adjudicataria del pedido y suministró en 1925 seis unidades de la nueva serie. Tras realizarse las primeras pruebas en las líneas de Segovia y Ávila se comprobó su eficacia, pues disponían de una gran potencia y se adaptaban a los servicios requeridos. Debido a ello, «Norte» encargó la construcción de cincuenta locomotoras más a fabricantes nacionales ―Maquinista Terrestre y Marítima (MTM), Euskalduna y Babcock & Wilcox―.
Todas las locomotoras de la serie 4600 de la compañía «Norte» llegaron a RENFE en 1941, tras la nacionalización de los ferrocarriles de ancho ibérico, donde recibieron los números 241-4001 al 4056. En 1942 cincuenta y dos máquinas se encontraban en servicio ―de las cuales 25 se encontraban en Madrid-Norte, 12 en Miranda de Ebro, 10 en León, 5 en Valladolid―. En 1949 algunas fueran transladas a Zaragoza-Arrabal, Monforte de Lemos, y Vigo. Las primeras locomotoras fueron apartadas del servicio hacia 1962, siendo desguazada la mayoría entre 1964 y 1968.
En la actualidad solo se conserva la locomotora 241-4001, preservada en el Museo del Ferrocarril de Madrid.